# Дитина

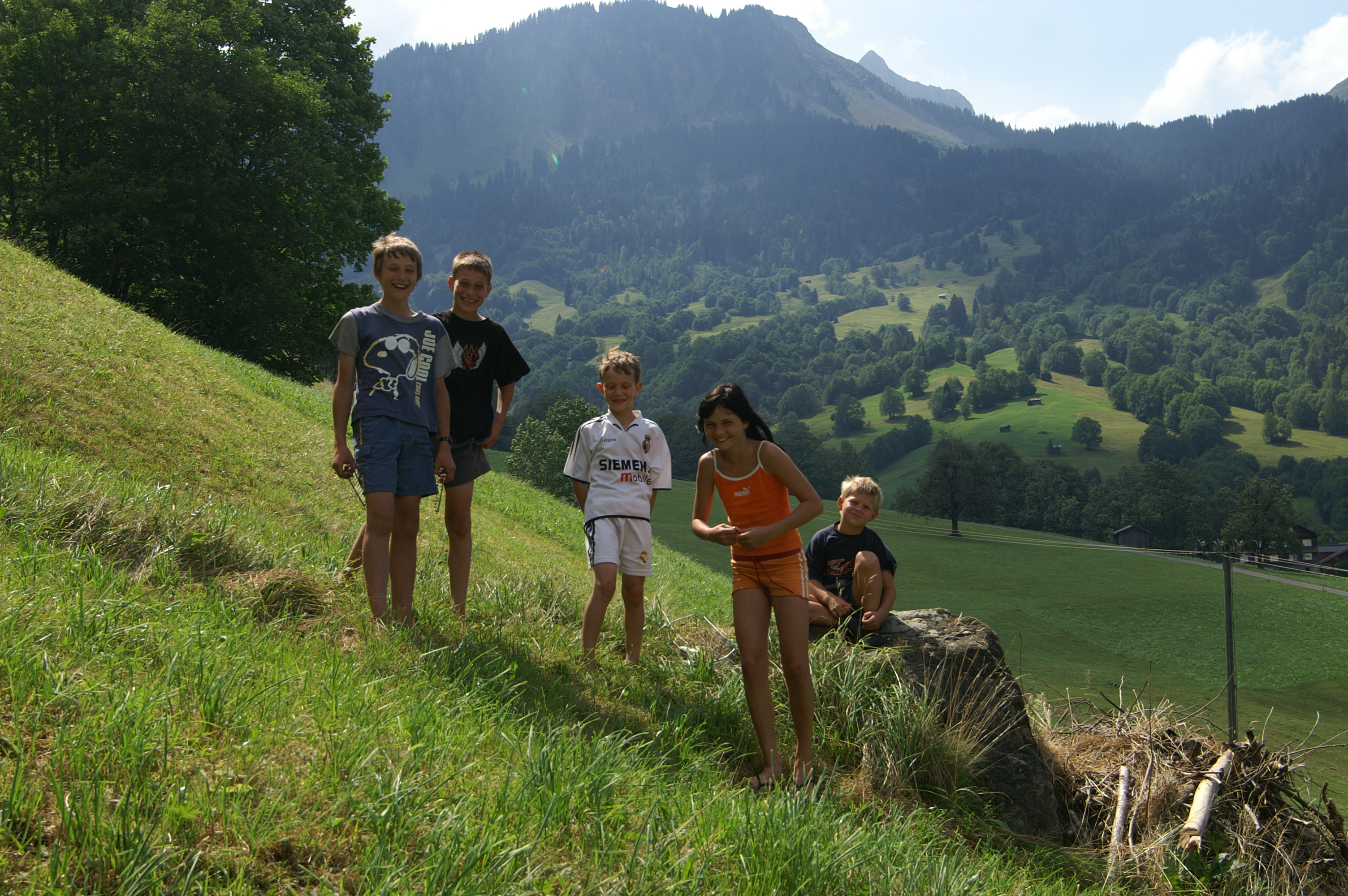
Діти

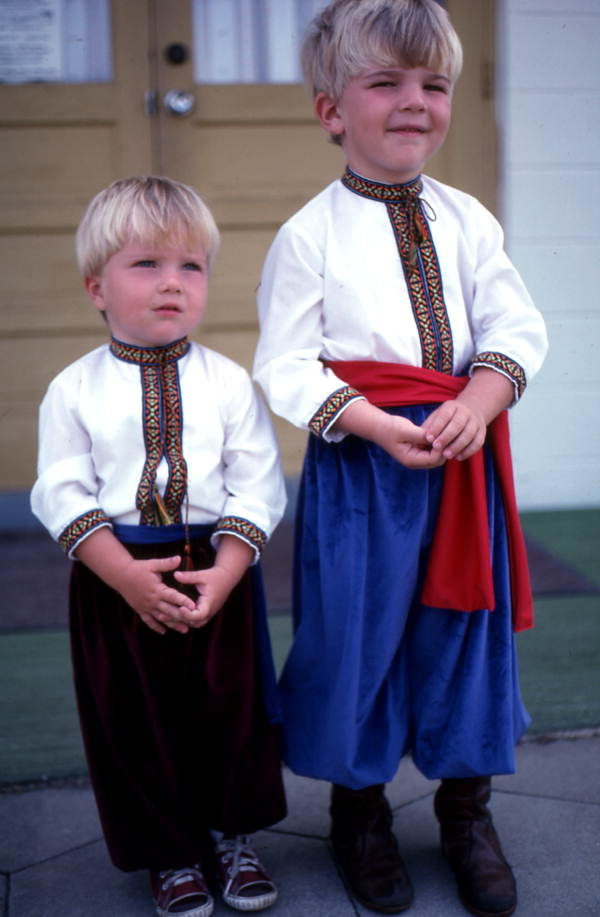
Діти — Стефан і Марко Черкас
з Флориди, США

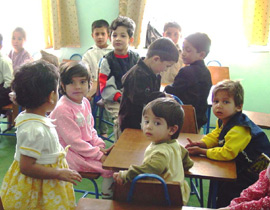
Дитсадок при Міністерстві сільського господарства Афганістану

Дити́на — маленька дівчинка або маленький хлопчик.
В українській мові існує така градація назв дитини залежно від її віку: немовля, малюк, хлопець/дівчина, підліток, юнак/юнка, парубок/дівчина.

## Поняття слова «дитина»

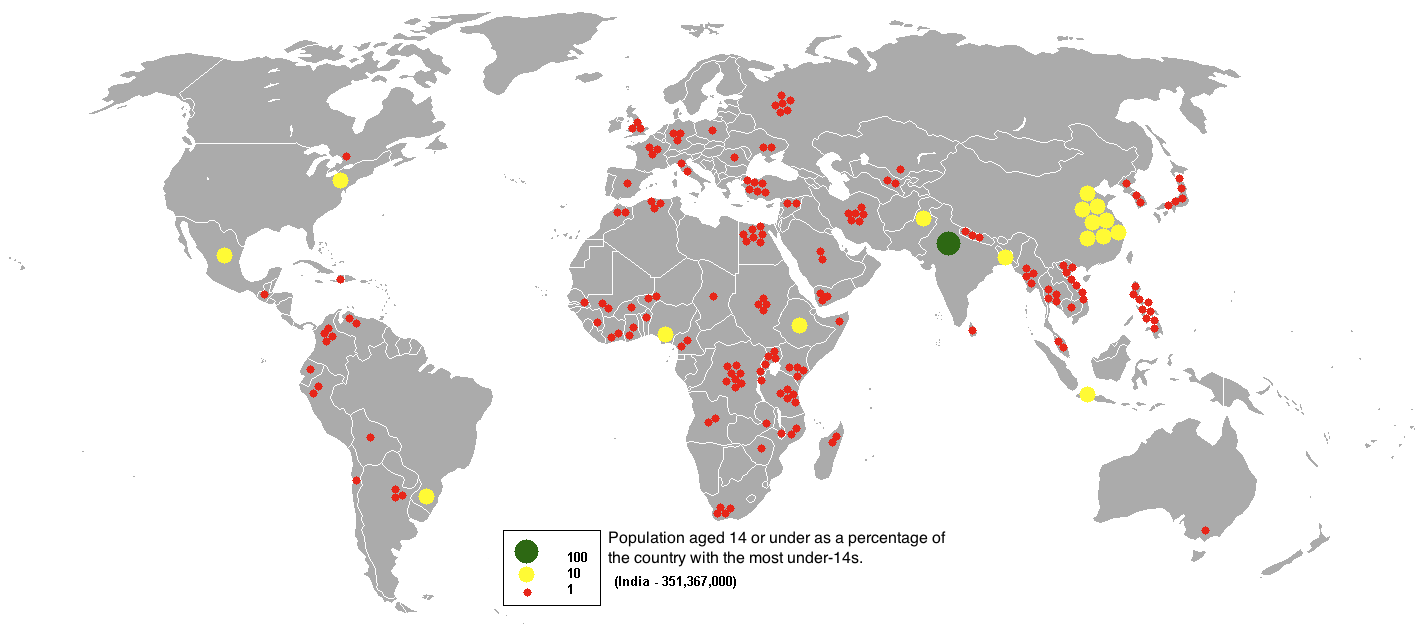
Кількість осіб до 15 років в світі у відсотках для кожної окремо взятої країни в 2005 році порівняно з лідером Індією (100 % = 351 367 000 осіб)

Означення поняття «дитина» так само як і поняття «дорослий вік» змінюється в залежності від культурних особливостей кожної країни. Конвенція з прав дитини визначає дитину як людську істоту, що не досягла віку вісімнадцяти років. Але пріоритет у цій сфері залишається за національними законодавствами. У Сімейному кодексі України вказано, що «правовий статус дитини має особа до досягнення нею повноліття», і відповідно «неповнолітньою вважається дитина у віці від чотирнадцяти до вісімнадцяти років», «малолітньою вважається дитина до досягнення нею чотирнадцяти років».
Згідно з міжнародним та українським законодавством дитина від народження має невід'ємні права, які йому гарантує держава: право на життя, право на свободу і особисту недоторканість, право на повагу до особистого і сімейного життя тощо.
За традицією вважають, людина лишається дитиною до 13-16 років, але залежно від контексту використовують також й інші терміни, наприклад «неповнолітня особа», «фізична особа, що не досягла чотирнадцяти років».[недоступне посилання з липня 2019]
Коли про дорослу людину кажуть, що він/вона дитина, то мається на увазі, що ця людина недосвідчена. Коли про дорослу людину кажуть, що він/вона дитина чогось(часового періоду, краю), то мають на увазі, що він/вона успадкувала характерні риси своєї епохи, свого середовища тощо. Коли про дорослу людину, кажуть, що вона дитина когось, то мають на увазі, що він/вона незалежно від свого віку є сином або дочкою когось.

### Юридичний статус
Міжнародні нормативно-правові акти визначають досягнення певного віку як основну ознаку «дитини», ілюструють еволюцію збільшення вікового критерію при визнанні особи «дитиною» (з 15 до 18 років). Зокрема, Конвенція ООН про права дитини від 20 листопада 1989 р. у ст. I визнає дитиною кожну людську особу до досягнення 18-річного віку, якщо за законом повноліття не настає раніше. Таку ж дефініцію містить правова норма, закріплена у п. С ст. 2 Європейської Конвенції про громадянство (ETS № 166) від 7 листопада 1997 р. Конвенція «Про мінімальні норми соціального забезпечення 102» від 28 червня 1952 р. у п. Е ст. 1 стверджує, що термін «дитина» означає або дитину, яка не-досягла віку закінчення обов'язкової шкільної установи, або не досягла віку 15 років.
Норма іншого міжнародного акту стверджує, що термін «дитина» охоплює:
1. дитину молодшого шкільного віку закінчення обов'язкової шкільної освіти або молодшу 15 років, причому враховуючи більш високий вік;
2. за установлених умов, дитину молодшу встановленого віку, але старшу зазначеного в абзаці «і», яка проходить курс учнівства або продовжує своє навчання, або хворіє хронічною хворобою, або є інвалідом, що не дозволяє їй займатися будь-якою діяльністю, яка дає прибуток (підпункт F пункту 1 «Рекомендацій щодо допомог та інвалідності по старості та в зв'язку втрати годувальника № 131» від 29 червня 1967 р.)[5].

Неоднозначність підходів щодо визначення та окреслення поняття «дитина» можна спостерігати у конституційній регламентації прав людини у різних країнах світу. Чинні конституційні акти більшості європейських країн містять у своїх текстах правові дефініції «діти», «кожна дитина» (Конституція Королівства Іспанія від 27 грудня 1978 р., Конституції Литовської Республіки від 25 жовтня 1992 р., Конституція Албанії від 21 жовтня 1998 р., Конституція Бельгії від 17 лютого 1994 р., Конституція Республіки Македонія від 17 листопада 1991 р., Конституція Республіки Польща від 2 квітня 1997 р.), «неповнолітні діти» (ст. 39 Конституції Литовської Республіки від 25 жовтня 1992 р.), «новонароджений», «неповнолітні», «підлітки», «малолітні» (Конституція Албанії від 21 жовтня 1998 р.), «діти, народжені у шлюбі», «діти, народжені поза шлюбом» (Конституція Албанії від 21 жовтня 1998 р., Конституція Португальської Республіки від 2 квітня 1976 р.), «неповнолітні особи» (Конституція Кіпру від 16 серпня 1960 р.), «діти без батьків», «діти, позбавлені батьківської опіки» (Конституція Республіки Македонія від 17 листопада 1991 р.), «неповнолітні шкільного віку», «діти-сироти», «діти емігрантів» (Конституція Португальської Республіки від 2 квітня 1976 р.), «малолітні діти» (Конституція Словаччини від 1 вересня 1992 р., Конституція Республіки Хорватія від 22 грудня 1990 р.), «діти з порушенням фізичного та психічного розвитку» (Конституція Республіки Хорватія від 22 грудня 1990 р., Конституція Словенії від 23 грудня 1990 р.), «діти інваліди» (Конституція Румунії від 21 листопада 1991 р.), визнаючи їх тим самим суб'єктами права, носіями певних конституційних прав, свобод, обов'язків.

## Розвиток дитини
Розвиток дитини — напрямок науки, що вивчає процеси та механізми, які супроводжують фізичний та психічний розвиток малюка під час дорослішання.
Вікові рамки можуть бути різними в різних культурах. Згідно з сучасними уявленнями етапи розвитку дитини є такими:
- Зигота, момент запліднення, зачаття;
- Ембріон, у наступній стадії — зародок;
- Новонароджений у перший місяць після народження;
- Немовля до 1,5 року;
- Малюк — 1,5-6 років;
- Хлопча/Дівча, молодший шкільний вік — 7-10 років;
- Підліток, середній шкільний вік — 11-12 років;
- Тінейджер, старший шкільний вік — 13-19 років;
- Парубок/Дівчина — 20-21 років.

## Права дітей
Права дитини — система можливостей для цілісного розвитку дитини в умовах середовища, враховуючи незрілість дитини (за міжнародно-правовими актами зрілою визнається людина, яка досягла 18-ти років). На міжнародному та національному рівні існує безліч спеціальних актів про права дитини. Основним актом про права дитини на міжнародному рівні є Конвенція про права дитини (Нью-Йорк, 20 листопада 1989 р.) — документ про права дитини з 54 статей. Всі права, що входять до Конвенції, поширюються на всіх дітей.
Традиційно вважають, що людина залишається дитиною до 13-16 років, але, в залежності від контексту, можна використовувати інші визначення, наприклад, легальний вік, коли можна купувати спиртні напої, отримати паспорт, голосувати на виборах або «вік згоди». Інший спосіб визначення, перестав чи може людина бути дитиною, — після досягнення статевої зрілості.
До настання повноліття людина не володіє всією повнотою юридичних прав, відповідальність за нього несе батько, або інший законний представник (наприклад опікун).
У більшості країн існують закони за якими неповнолітнім заборонено продаж алкогольної і тютюнової продукції.
Також існують закони про захист дітей від шкідливої інформації (заборонена наприклад демонстрація насильства, порнографії, пропаганда вживання наркотиків, і суїциду).

### Дискримінація
Дитяча проституція — проституція осіб віком до 18 років. Поширена у багатьох країнах світу. У переважній більшості держав переслідується законодавством.

## Психологія
Складний процес дозрівання й ускладнення психічних функцій і особистості, що відбувається під впливом ряду факторів — спадково-біологічних і соціальних (виховання, навчання, впливу довкілля).

## Творчість

### Галерея

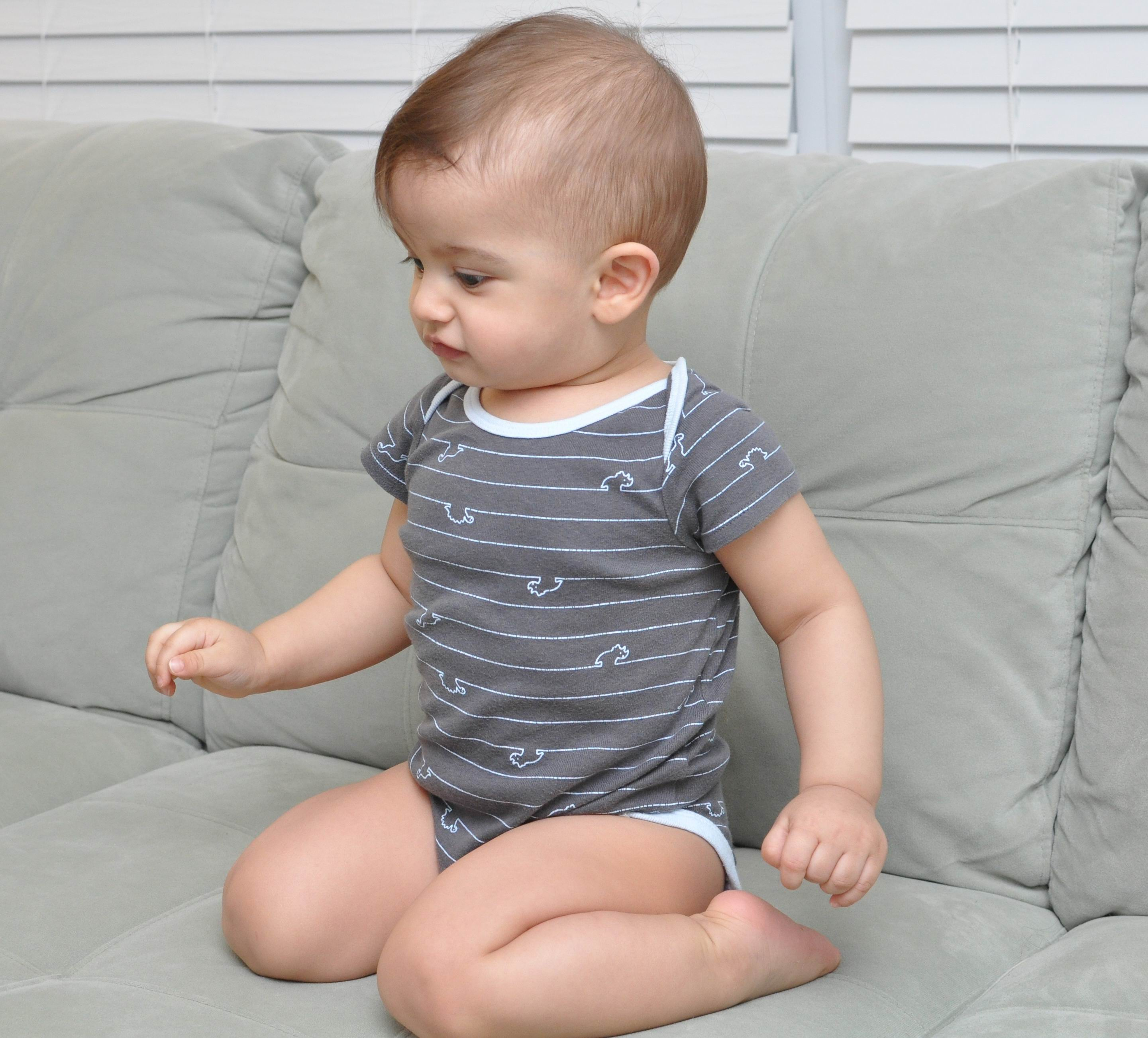
1 рік
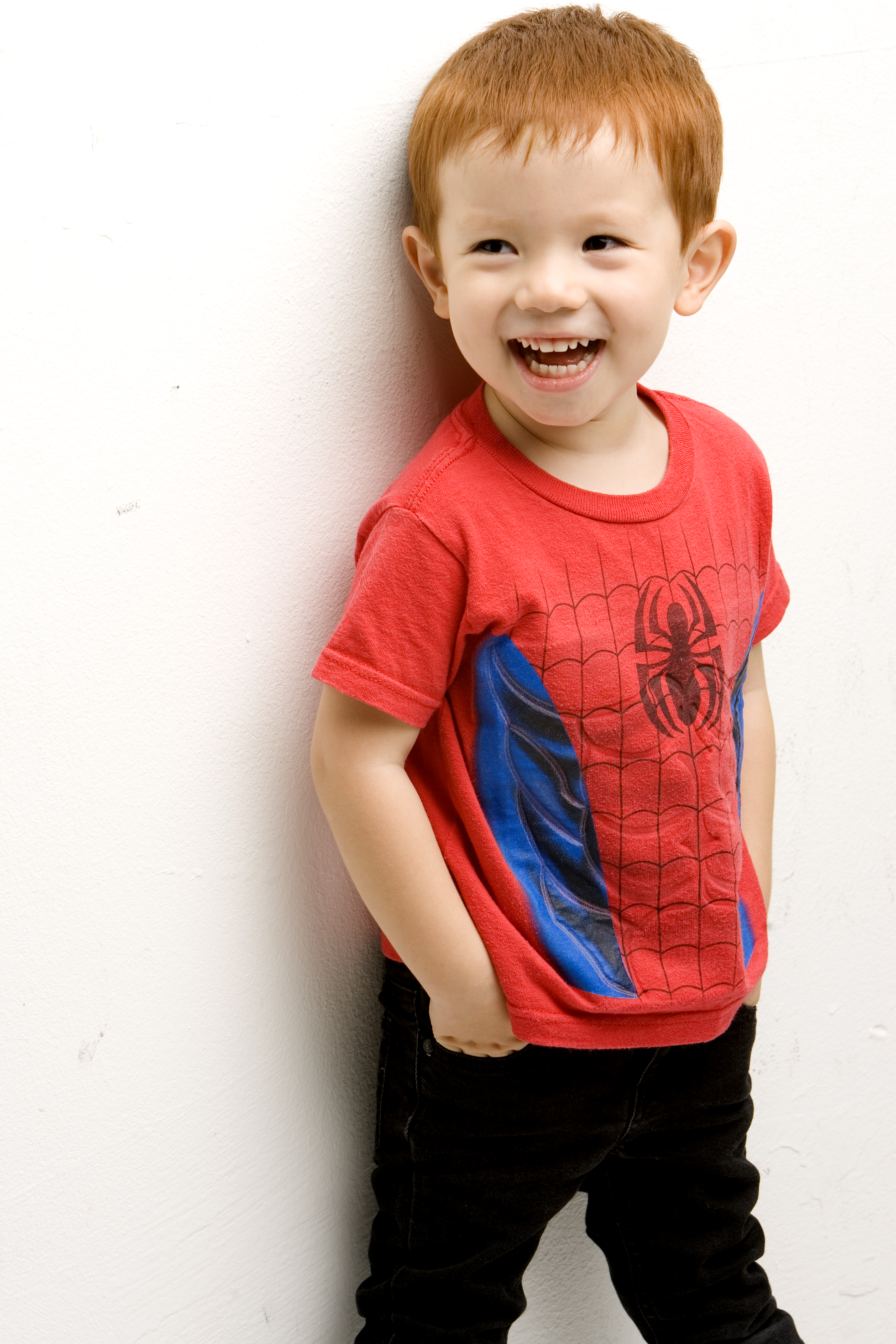
2 роки
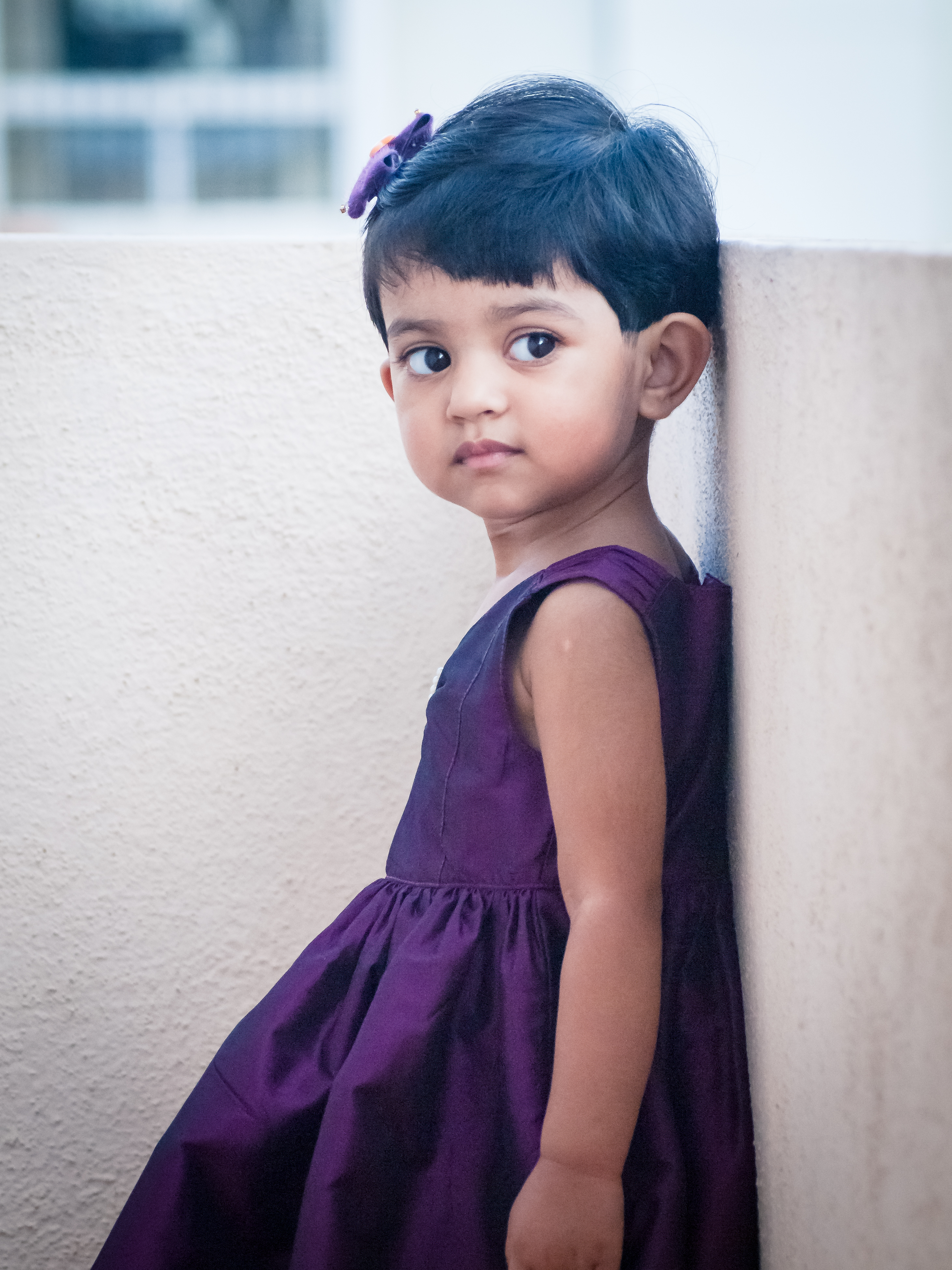
3 роки
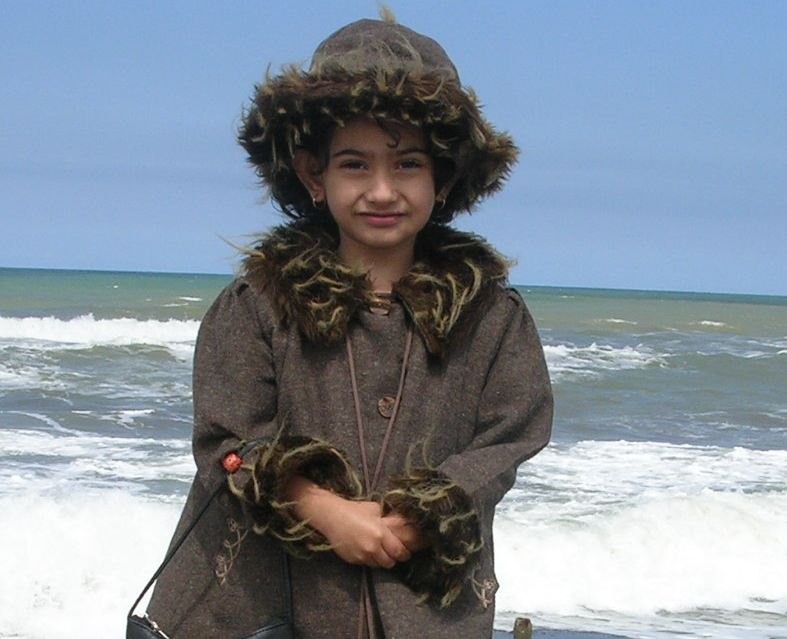
4 роки
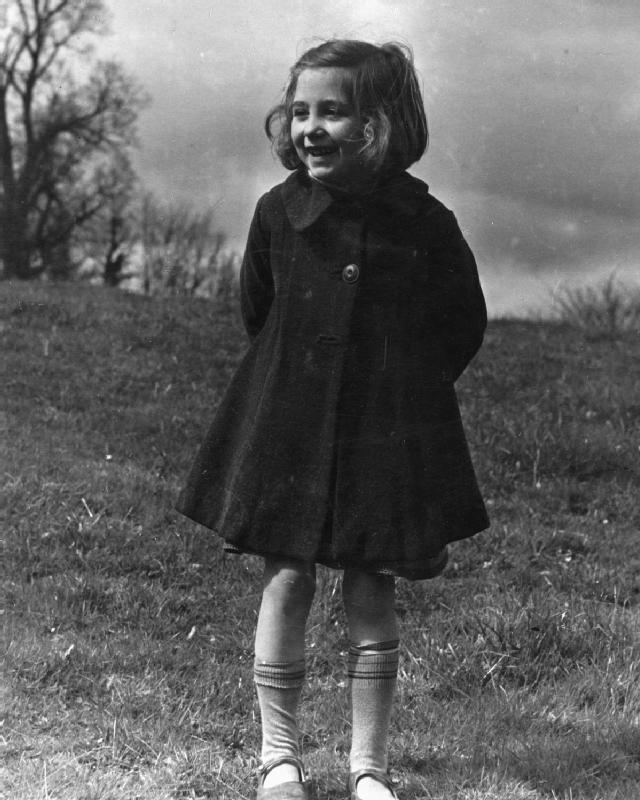
5 років
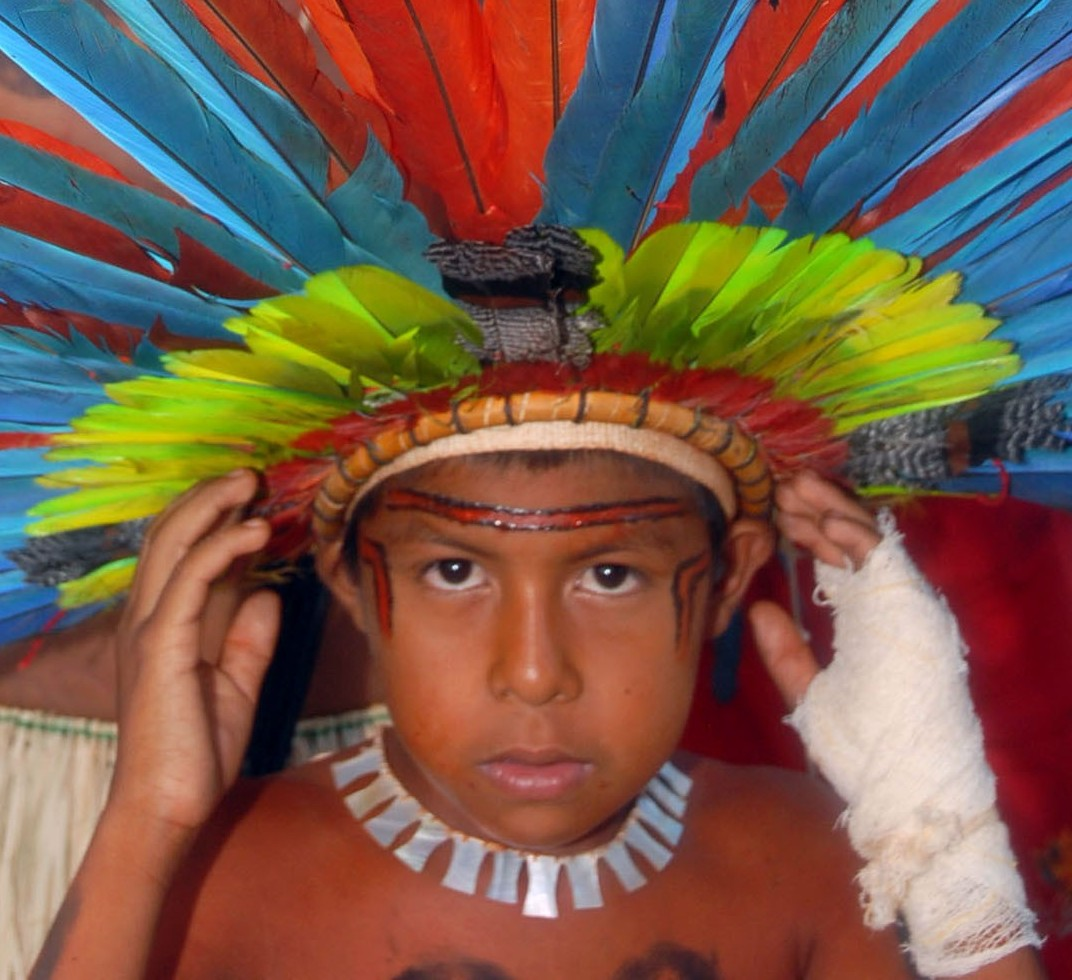
7 років
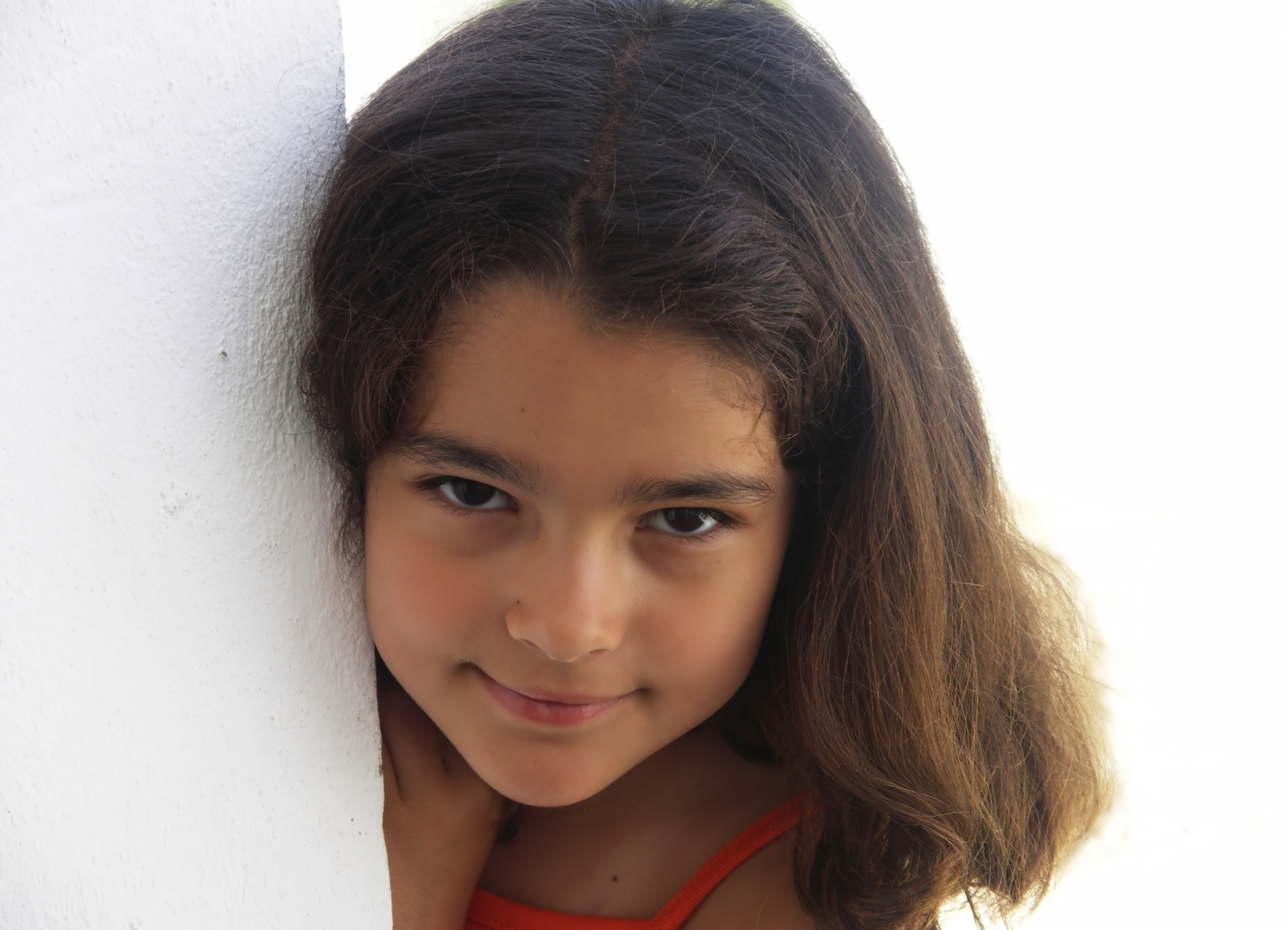
8 років
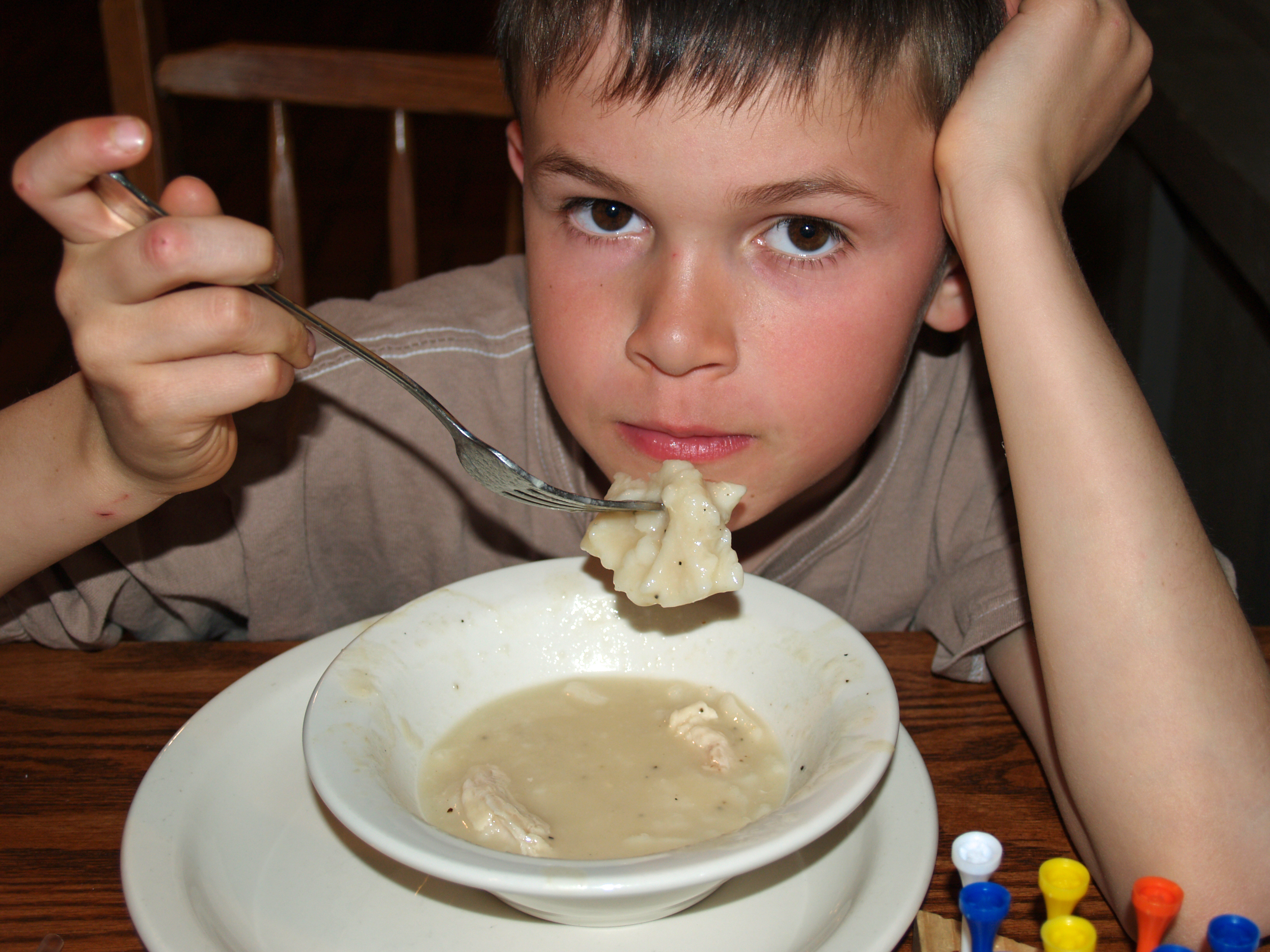
9 років
10 років
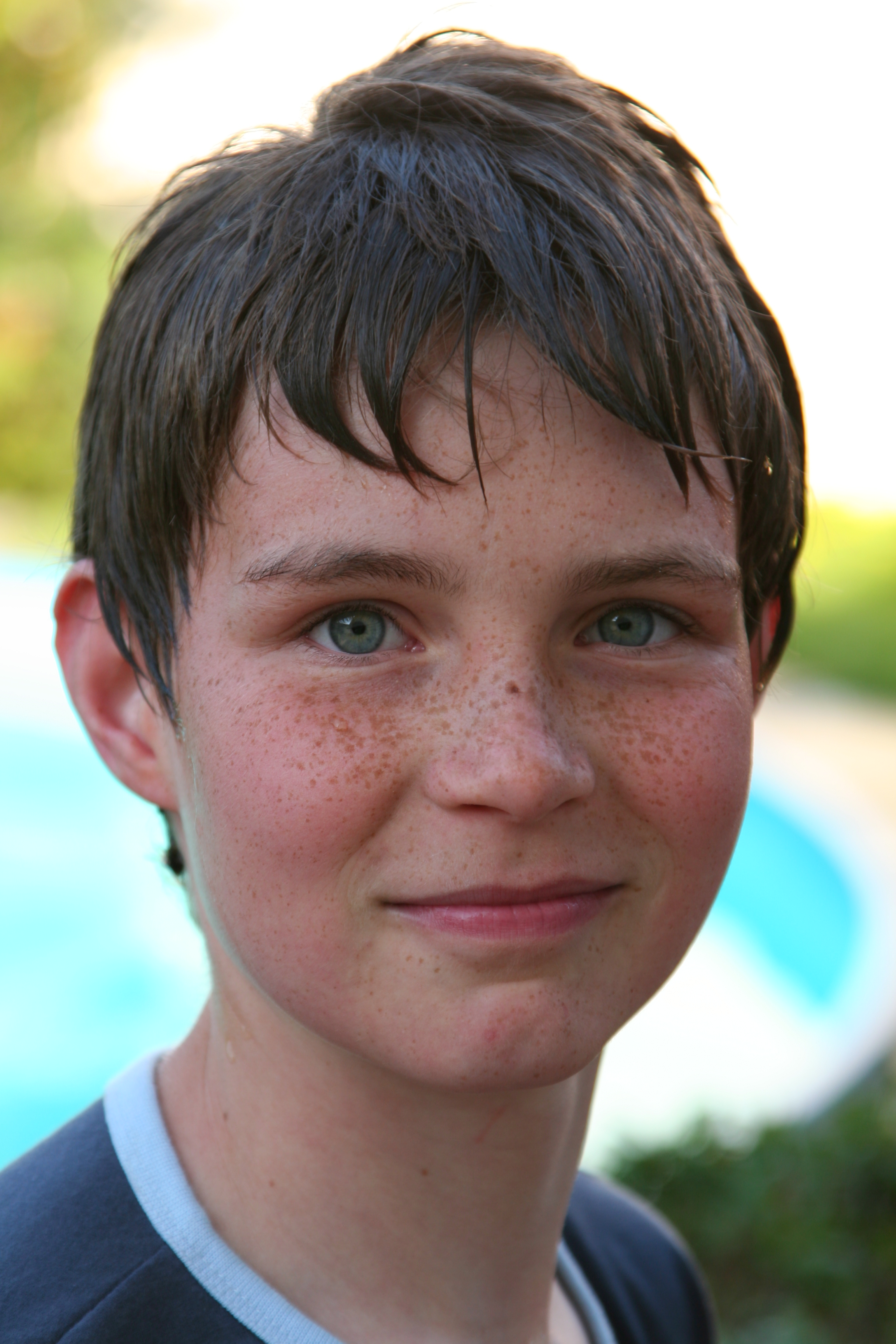
11 років
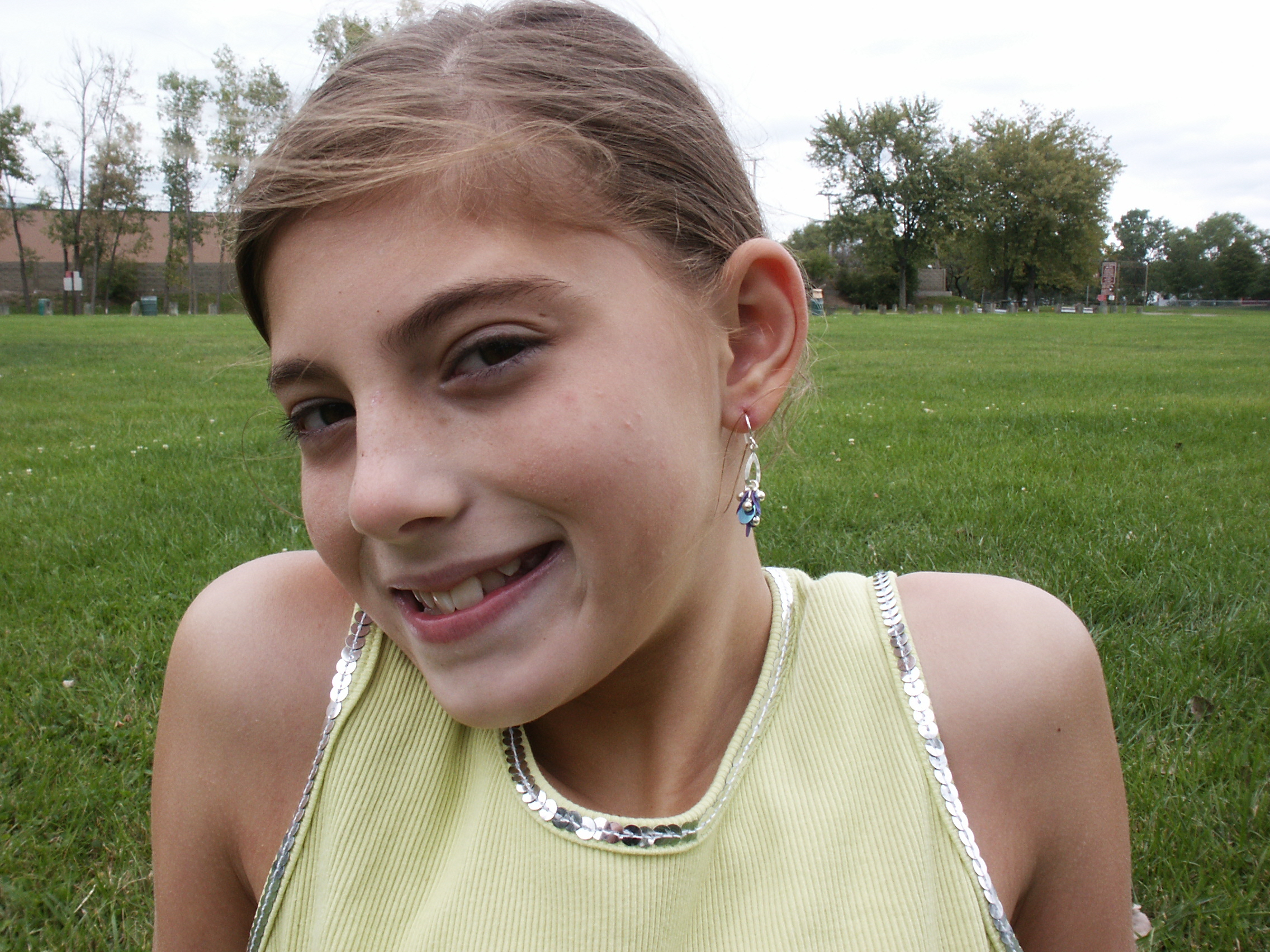
12 років
13 років
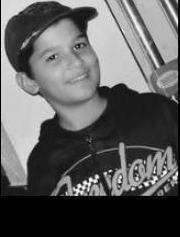
14 років

## Освіта
У загальному розумінні, освіта означає дію або процес передачі чи набуття загальних знань, розвитку здатності міркувати та судити, а також інтелектуальної підготовки до зрілого життя. Формальна освіта найчастіше відбувається через шкільне навчання. Право на освіту визнано деякими урядами. На глобальному рівні стаття 13 Міжнародного пакту ООН про економічні, соціальні та культурні права (МПЕСКП) 1966 року визнає право кожного на освіту. У більшості країн освіта є обов'язковою до досягнення певного віку, але відвідування школи може бути не обов'язковим, а альтернативні варіанти, такі як домашнє навчання або електронне навчання, визнаються дійсними формами освіти в певних юрисдикціях.
Діти в деяких країнах (особливо в деяких частинах Африки та Азії) часто не відвідують школу або відвідують її лише протягом коротких періодів. Дані ЮНІСЕФ свідчать, що у 2011 році 57 мільйонів дітей не відвідували школу;а понад 20 % африканських дітей ніколи не відвідували початкову школу або залишили її, не закінчивши початкову освіту. Згідно з доповіддю ООН, війна заважає 28 мільйонам дітей у всьому світі здобувати освіту через ризик сексуального насильства та нападів у школах. ІСеред інших чинників, які утримують дітей поза школою, — бідність, дитяча праця, соціальні установки та великі відстані до школи.

## Ставлення до дітей

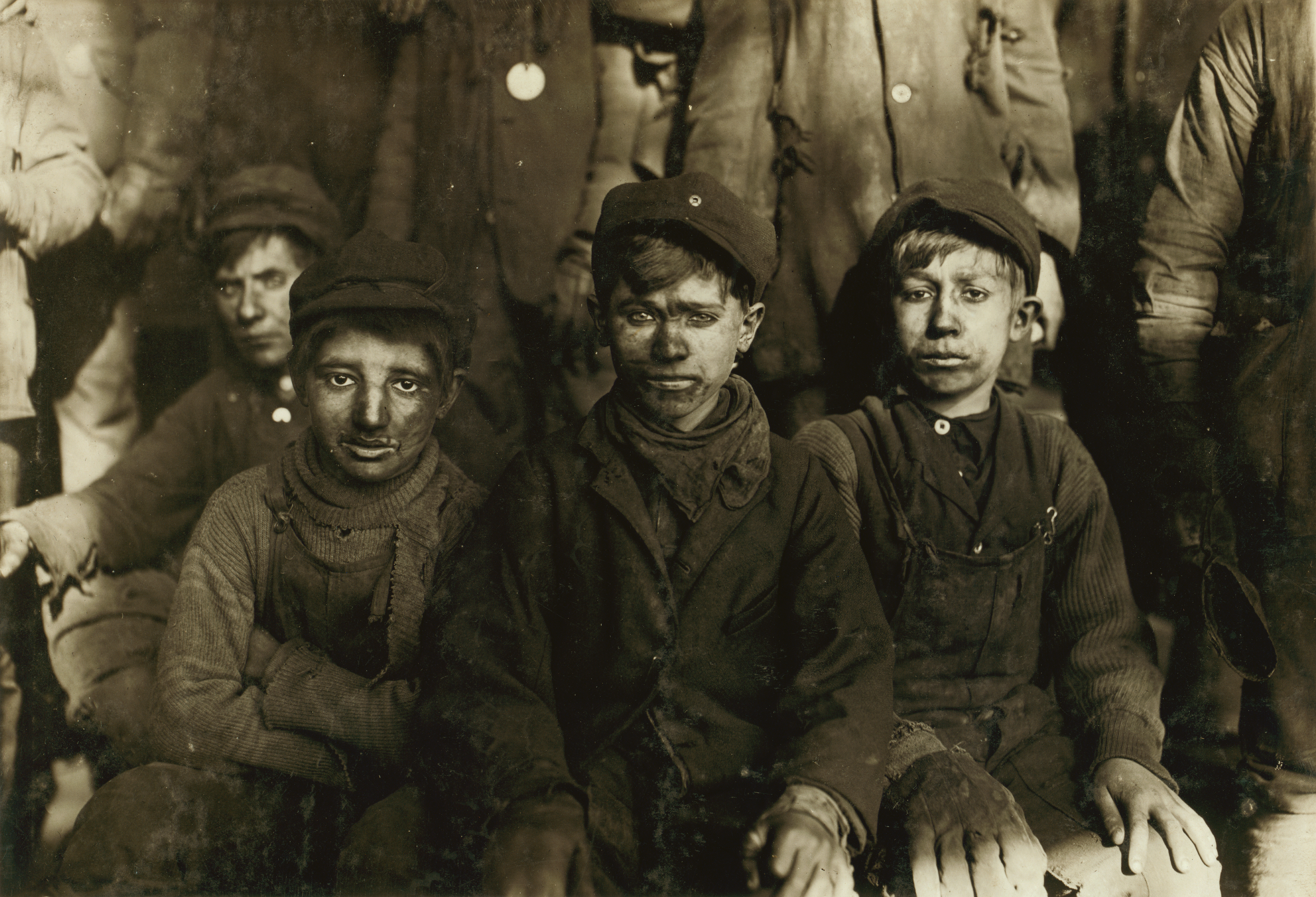
Група хлопців-розбійників у Пітстоні, штат Пенсільванія, 1911 рік. Дитяча праця була широко поширена до початку 20 століття. У 21 столітті рівень дитячої праці є найвищим в Африці.

Ставлення суспільства до дітей у різних країнах світу відрізняється в різних культурах і змінюється з часом. Дослідження 1988 року, присвячене вивченню ставлення європейців до центральної ролі дитини, показало, що Італія є більш орієнтованою на дитину, а Нідерланди — менш, а інші країни, такі як Австрія, Велика Британія, Ірландія та Західна Німеччина, перебувають між ними.

### Дитячий шлюб
У 2013 році рівень дитячих шлюбів серед дівчат віком до 18 років сягав 75 % у Нігері, 68 % у Центральноафриканській Республіці та Чаді, 66 % у Бангладеш та 47 % в Індії. Згідно зі звітом ЮНІСЕФ про дитячі шлюби за 2019 рік, у країнах Африки на південь від Сахари 37 % дівчат вийшли заміж у віці до 18 років, а в Південній Азії цей показник становить 30 %. Нижчі рівні були виявлені в Латинській Америці та Карибському басейні (25 %), на Близькому Сході та в Північній Африці (18 %), а також у Східній Європі та Центральній Азії (11 %), тоді як показники в Західній Європі та Північній Америці були мінімальними. Дитячі шлюби більш поширені серед дівчат, але в них також беруть участь і хлопці. Дослідження 2018 року, опубліковане в журналі Vulnerable Children and Youth Studies, показало, що в усьому світі 4,5 % чоловіків одружуються у віці до 18 років, причому в Центральноафриканській Республіці цей показник найвищий — 27,9 %.

### Народжуваність і кількість дітей на жінку
До того, як контрацепція стала широко доступною у XX столітті, жінки не мали іншого вибору, окрім утримання або багатодітності. Фактично, нинішні проблеми зі зростанням населення стало можливим лише завдяки різкому зниженню дитячої смертності та стабільній народжуваності. У 2017 році загальний коефіцієнт народжуваності у світі становив 2,37 дитини на жінку, що додає близько 80 мільйонів людей до населення світу щороку. Для вимірювання загальної кількості дітей вчені часто віддають перевагу показнику народжуваності завершеної когорти у віці 50 років (CCF50). Хоча на кількість дітей також впливають культурні норми, релігія, тиск з боку однолітків та інші соціальні фактори, CCF50, як видається, найбільше залежить від рівня освіти жінок, коливаючись від 5-8 дітей у жінок без освіти до менш ніж 2 дітей у жінок з 12 і більше роками освіти.

## Проблеми

### Надзвичайні ситуації та конфлікти
Надзвичайні ситуації та конфлікти несуть згубні ризики для здоров'я, безпеки та благополуччя дітей. Існує багато різних видів конфліктів і надзвичайних ситуацій, наприклад, війни та стихійні лиха. Станом на 2010 рік близько 13 мільйонів дітей стали переселенцями внаслідок збройних конфліктів і насильства по всьому світу. Там, де насильницькі конфлікти є нормою, життя дітей раннього віку суттєво порушується, а їхні сім'ї стикаються з великими труднощами у забезпеченні чуйного та послідовного догляду, необхідного для здорового розвитку дітей раннього віку. Дослідження впливу надзвичайних ситуацій та конфліктів на фізичне та психічне здоров'я дітей віком від народження до 8 років показують, що там, де стихійне лихо є природним, посттравматичний стресовий розлад спостерігається у 3–87 відсотків постраждалих дітей. Однак рівень посттравматичних стресових розладів серед дітей, які живуть в умовах хронічного конфлікту, коливається від 15 до 50 відсотків.

## Здоров'я

### Дитяча смертність

Рівень дитячої смертності у світі у 2012 році

На початку 17 століття в Англії близько двох третин дітей помирали у віці до чотирьох років. Під час промислової революції тривалість життя дітей різко зросла. У 21 столітті рівень дитячої смертності впав у всьому світі. У 1990 році у світі померло близько 12,6 мільйона немовлят віком до п'яти років, а у 2012 році ця цифра зменшилася до 6,6 мільйона. Рівень дитячої смертності знизився з 90 смертей на 1000 живонароджених у 1990 році до 48 у 2012 році. Найвищий середній рівень дитячої смертності спостерігається в країнах Африки на південь від Сахари — 98 смертей на 1000 живонароджених, що більш ніж удвічі перевищує середній світовий показник.